# Iglesia católica en Belice
A la Iglesia católica pertenecen aproximadamente 150 000 personas en Belice, cerca de la mitad de la población total. 
El territorio del país se encuentra bajo la jurisdicción de la diócesis de Belice-Belmopán, sufragánea de la arquidiócesis de Kingston (con sede en Jamaica). Los obispos en Belice son miembros de la Conferencia Episcopal de las Antillas. La nunciatura para Belice es combinada con la nunciatura para El Salvador. El actual nuncio apostólico para Belice es el arzobispo Léon Kalenga Badikebele.